# Eunotiscus gahani
Eunotiscus gahani is een vliesvleugelig insect uit de familie Aphelinidae. De wetenschappelijke naam is voor het eerst geldig gepubliceerd in 1928 door Compere.